# Rendez-vous avec la mort (film, 1988)

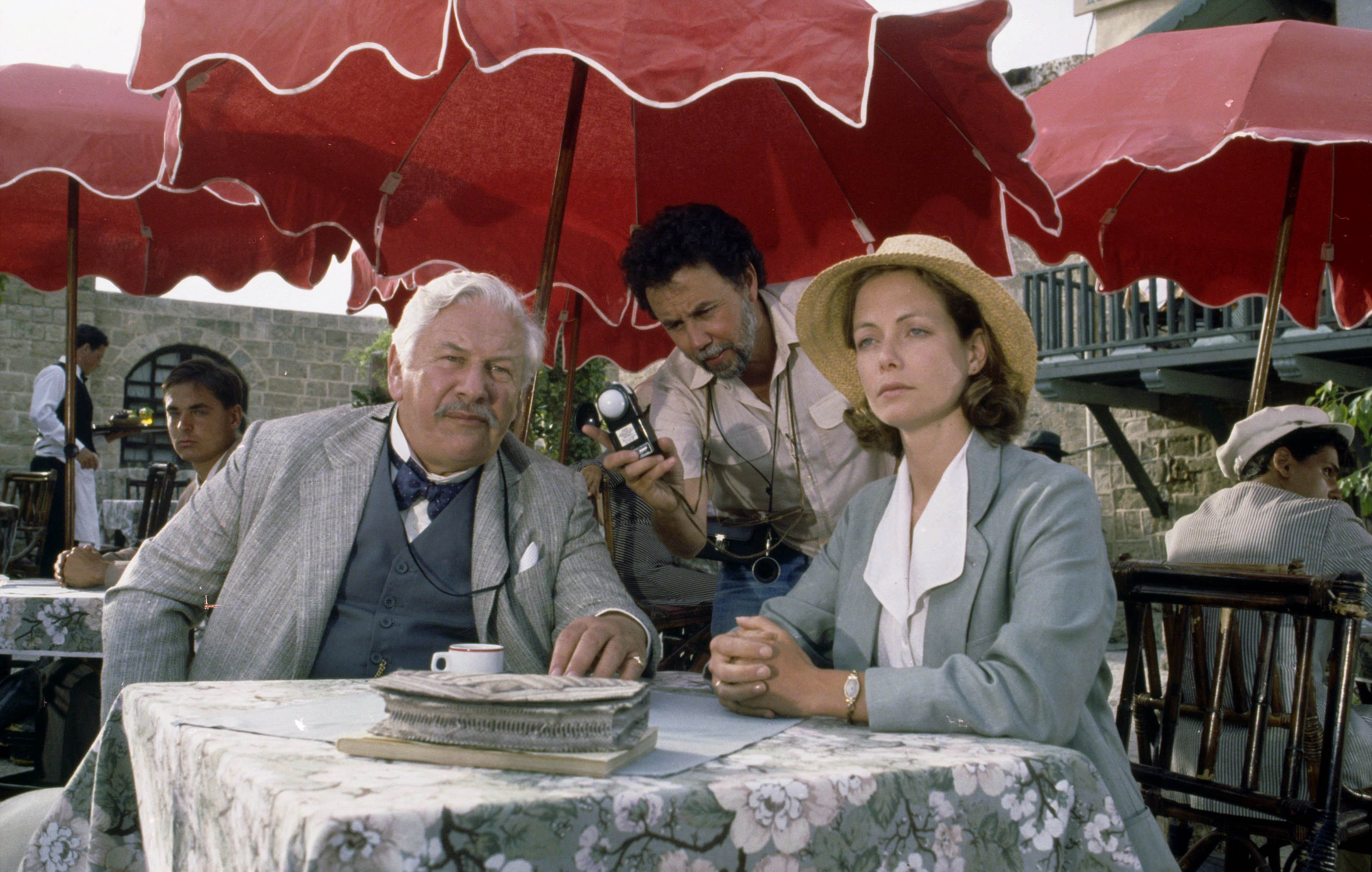
Peter Ustinov et Jenny Seagrove

Pour les articles homonymes, voir Rendez-vous avec la mort (homonymie) et Appointment with Death.
Pour plus de détails, voir Fiche technique et Distribution.
Rendez-vous avec la mort (Appointment with Death) est un film américano-britannique réalisé par Michael Winner et sorti en 1988. Il s'agit d'une adaptation cinématographique du roman du même nom d'Agatha Christie, mettant en scène le personnage d'Hercule Poirot.
C'est la sixième et dernière fois que Peter Ustinov reprend ce rôle de Poirot, après deux films au cinéma (Mort sur le Nil et Meurtre au soleil) et trois téléfilms (Le Couteau sur la nuque, Poirot joue le jeu, Drame en trois actes).

## Synopsis
En 1937 dans New Jersey, Emily Boynton est la belle-mère des trois enfants Boynton — Lennox, Raymond et Carol — qu’elle tyrannise en profitant du fait que son mari décédé lui a laissé par testament le contrôle total sur sa fortune. En réalité, Emily a forcé l'avocat familial, Jefferson Cope, a détruire un second testament qui prévoyait que chaque enfant touche 200 000 $. Pour changer les idées de tout le monde, Emily organise un voyage auquel participe également Ginevra (Geneviève en VF), la véritable fille d'Emily et Nadine, la femme de Lennox. Après un passage par Londres et Trieste, la famille embarque pour une croisière vers la Palestine, à l’époque sous mandat britannique, puis séjourne à Jérusalem. La tension est à son comble notamment car les enfants connaissent l'existence du second testament, brûlé par Jefferson. Par ailleurs, ce dernier a une liaison avec Nadine que va découvrir Lennox à bord du paquebot. Ils croisent également la route de Sarah King, un jeune médecin, ainsi que Lady Westholme, une riche américano-britannique et du célèbre détective belge Hercule Poirot.
Peu après l'arrivée en « Terre sainte », Hercule Poirot aide à retrouver Jefferson, qui est porté disparu depuis quelques jours. Le petit groupe se rend notamment sur un site archéologique à Qumrân sur lequel ils retrouvent l'archéologue Miss Quinton, une connaissance de Lady Westholme. Alors que chacun part en excursion de son côté, Emily est retrouvée morte devant sa tente. À la demande du colonel Carbury, Poirot va mener l'enquête pour retrouver le meurtrier.

## Fiche technique
- Titre français : Rendez-vous avec la mort
- Titre original : Appointment with Death
- Réalisation : Michael Winner
- Scénario : Anthony Shaffer, Michael Winner et Peter Buckman, d'après le roman Rendez-vous avec la mort d'Agatha Christie
- Musique : Pino Donaggio
- Direction artistique : Avishay Avivi
- Décors : John Blezard
- Costumes : John Bloomfield
- Photographie : David Gurfinkel
- Montage : Michael Winner
- Production : Michael Winner
  - Production associée : Mati Raz
  - Production déléguée : Yoram Globus et Menahem Golan
- Société de production : Cannon Films
- Distribution : The Cannon Group (États-Unis), Cannon Film Distributors (Royaume-Uni)
- Pays de production :  Royaume-Uni,  États-Unis
- Langue originale : anglais
- Format : couleur (Technicolor) — 35 mm — 1,85:1 — Mono
- Genre : policier
- Durée : 102 minutes
- Dates de sortie :
  - États-Unis : 15 avril 1988
  - France : 27 avril 1988
  - Royaume-Uni : 27 mai 1988

## Distribution
- Peter Ustinov (VF : lui-même) : Hercule Poirot
- Lauren Bacall (VF : Anne Jolivet) : Lady Westholme
- Carrie Fisher : Nadine Boynton
- John Gielgud (VF : Jean Berger) : le colonel Carbury
- Piper Laurie (VF : Monique Mélinand) : Emily Boynton
- Hayley Mills : Miss Quinton
- Jenny Seagrove (VF : Céline Monsarrat) : Dr Sarah King
- David Soul (VF : Patrick Guillemin) : Jefferson Cope
- Nicholas Guest (en) : Lennox Boynton
- Valerie Richards : Carol Boynton
- John Terlesky : Raymond Boynton
- Amber Bezer : Ginevra Boynton (Geneviève en VF)
- Douglas Sheldon : le capitaine Rogers
- Michael Sarne : Healey
- Michael Craig : Lord Peel
- Mohammed Hirzalla : Hassan
- Rudy Ruggiero : Guide des touristes
- Dan Muggia : le policier italien
- Lutuf Nouasser : le chauffeur des Boynton
- Babi Neeman : le vendeur arabe
- Rupert Horrox : un officiel britannique
- Hugh Brophy : un officiel britannique au bal
- Marcel Solomon : le capitaine de navire